# Хосе Рубен Самора
Хосе Рубен Самора (нар. 19 серпня 1956) — промисловий інженер, підприємець і засновник трьох гватемальських газет: Siglo Veintiuno («21 століття») у 1990 році, El Periódico («Газета») у 1996 році та Nuestro Diario («Наш щоденник») у 1998 році. За свою роботу він неодноразово зазнавав погроз і нападів, у тому числі був заручником у власному будинку в 2003 році, а також викрадений і побитий у 2008 році.
Самора отримав численні міжнародні премії та відзнаки. У 1994 році він був нагороджений премією Марії Мурс Кабот Колумбійського університету, у 1994 році отримав Міжнародну премію за свободу преси від Комітету захисту журналістів, у 2000 році був названий одним з 50 світових героїв свободи преси 20-го століття Міжнародним інститутом преси, а у 2003 році Фонд Джона С. і Джеймса Л. Найтів присудив йому Міжнародну премію за журналістику.
29 липня 2022 року Самора був заарештований за звинуваченням у відмиванні грошей, яке багато хто вважає помстою за його висвітлення корупції в уряді Гватемали. У 2023 році він був засуджений до 6 років ув'язнення.

## Освіта та початок кар'єри
У 17 років Самора почав працювати репортером у газеті La Hora («Година»), що належала його родині. Він здобув освіту в галузі бізнес-адміністрування, а в 1986 році заснував компанію ANC, яка займалася виробництвом документальних фільмів та новин у 1985 році.

## Siglo Veintiuno
У 1990 році Самора заснував свою першу газету Siglo Veintiuno. Газета виступала за судову та податкову реформи, а також висвітлювала небезпечні теми, включаючи контрабанду наркотиків, проблеми з правами людини, партизанські угруповання та корупцію в уряді президента Хорхе Серрано. Як наслідок, Самора та його співробітники отримували погрози вбивства та зазнавали фізичних нападів.
Через три роки в Гватемалі вибухнула конституційна криза, під час якої Серрано призупинив дію конституції і розпустив Конгрес. Він також запровадив свободу преси, оточивши офіси Siglo Veintiuno силами національної поліції. У цей період Самора сатирично висміював цензуру, перейменувавши свою газету на «Siglo Catorce» («14 століття») і публікуючи статті, вкриті суцільними блоками чорнила; він також надсилав факсом нецензуровані версії статей до газет у сусідніх країнах. Міжнародний інститут преси вважає, що ці підпільні репортажі сприяли засудженню Серрано міжнародною спільнотою і його втечі з країни.
У травні 1996 року Самора залишив газету через розбіжності з радою директорів.

## El Periódico
Нова газета Самори, El Periódico, вийшла 6 листопада 1996 року на пожертви 125 громадян, які підтримували його позицію щодо свободи преси. Через рік її купили власники Prensa Libre, найбільш продаваної газети Гватемали.
У 2001 році на офіс Periódico напала група з п'ятдесяти протестувальників після повідомлення про ймовірну корупцію в апараті міністра зв'язку Луїса Раббе. Натовп спробував виламати двері будівлі і підпалив її, а Самора був спалений у вигляді опудала. За даними Комітету захисту журналістів, поліції знадобилося більше сорока хвилин, щоб відреагувати, і вона не провела жодного арешту.
Газета провела тривале розслідування зв'язків між урядом президента Альфонсо Портільо та організованою злочинністю, результати якого були опубліковані в листопаді 2002 року. Після цього уряд направив до редакції Periódico ревізорів на 40 днів, відкликавши їх лише після скарги Всесвітньої асоціації газет 

## Напади на Самору
На Самору кілька разів нападали у зв'язку з його журналістською діяльністю. У 1995 році його машину зіштовхнули з дороги двоє людей, які погрожували вбити його за публікацію в газеті Siglo Veintiuno тверджень про те, що військові Гватемали мають зв'язки з організованою злочинністю. У травні 1996 року нападники проїхали повз його машину, кинувши в неї дві гранати; Cамора не постраждав, оскільки в машині на той момент нікого не було.
У червні 2003 року Самору і його сім'ю кілька годин утримувала в заручниках у власному будинку група з одинадцяти чоловіків і однієї жінки.  Нападники били дітей Самори, а його самого під дулом пістолета змусили роздягнутися і стати на коліна. За словами Самори, один з банди заявив: «Якщо ви цінуєте своїх дітей, припиніть турбувати людей нагорі. Я не знаю, кого ти роздратував нагорі, але у нас є наказ, що хтось нагорі тебе зневажає. Що б ви не робили, не повідомляйте про це». Уряд США засудив напад і закликав до розслідування. WAN також опублікувала заяву від імені Самори після нападу, закликавши президента Портілло притягнути нападників до відповідальності і захистити безпеку журналістів своєї країни.
Потім Портільо несподівано відвідав Самору, щоб запропонувати допомогу, в тому числі надати йому доступ до фотографічної бази даних членів уряду і збройних сил. Наприкінці січня 2004 року Cамора опублікував у газеті El Periódico імена та фотографії чоловіків і жінок, які, як він стверджував, були нападниками; серед них були старший співробітник штабу Портільйо, працівник Генеральної прокуратури та фахівець з контррозвідки. Через два роки колишній військовий Едувігес Фунес був засуджений до шістнадцяти років ув'язнення за свою роль у нападі. Інший колишній солдат, Бельтер Альварес, був виправданий.
20 серпня 2008 року Самора був викрадений і побитий після вечері з друзями в місті Гватемала, і залишений непритомним і майже голим у Чимальтенанго, за 25 кілометрів (16 миль) від міста.

## Нагороди
У 1995 році Самора та співробітники Siglo Veintiuno отримали Міжнародну премію за свободу преси від Комітету захисту журналістів, яка відзначає мужність у захисті свободи преси, незважаючи на напади, погрози або ув'язнення.  Того ж року він отримав премію Марії Мурс Кебот від Колумбійського університету «за сприяння свободі преси та міжамериканському взаєморозумінню».. У 2000 році Міжнародний інститут преси назвав його одним з 50 світових героїв свободи преси 20-го століття. У цитаті зазначено, що «Самора і Сігло Вейнтіуно були в авангарді громадянського опору, який змусив президента Хорхе Серрано Еліаса залишити свій пост після спроби захопити диктаторську владу в 1993 році.».
Фонд Джона С. і Джеймса Л. Найтів нагородив його своєю Міжнародною премією в галузі журналістики у 2003 році.
У Гватемалі він був визнаний «Видатним інженером» Професійним коледжем інженерів у 2014 році та «Видатним випускником Університету Сан-Карлос де Гватемала» у 2015 році. У 2015 році він також був нагороджений премією Мірни Мак за захист прав людини від Комісії з прав людини Гватемали.

## Арешт

29 липня 2022 року Самора був заарештований за звинуваченням у відмиванні грошей. Однак його арешт широко розглядався як помста за висвітлення корупційних дій уряду Гватемали за часів президента Алехандро Джамматтея і був розкритикований на місцевому та міжнародному рівнях журналістами, активістами руху за свободу преси, політичною опозицією Гватемали, правозахисними НУО, бізнес-сектором, Сполученими Штатами, Канадою та Європейським Союзом. 15 червня 2023 року його було засуджено до 6 років ув'язнення. Самора заперечував усі звинувачення і стверджував, що йому не надали права на захист.